# Wrixonia schultzii
Wrixonia schultzii là một loài thực vật có hoa trong họ Hoa môi. Loài này được (F.Muell. ex Tate) Carrick miêu tả khoa học đầu tiên năm 1976.